# قائمة الرحلات إلى القارة القطبية الجنوبية
قائمة رحلات إلى القارة القطبية الجنوبية هي قائمة مُرتَّبة ترتيبًا زمنيًّا للرحلات الاستكشافية إلى القارة القطبية الجنوبية. ومع أن وجود القارة القطبية الجنوبية قد اُفتُرِض في زمن مُبكِّر جدًّا في كتابات بطليموس في القرن الأول، ولكن لم يُتوصَّل إلى القارة القطبية الجنوبية إلا في عام 1911.

## قبل الرحلات الاستكشافية
1. ما بين عامي 600 قبل الميلاد و300 قبل الميلاد: الفلاسفة اليونانيون يضعون نظرية عن كروية الأرض مع وجود مناطق قطبية شمالية وجنوبية.
2. بطليموس ينشر كتاب الجغرافية، والذي يُشير إلى أرض مجهولة في الجنوب.

## اتفاقيات
1. نظام معاهدة القارة القطبية الجنوبية
2. تدابير لحماية حيوانات ونباتات القطب الجنوبي
3. اتفاقية حفظ الفقمة في القطب الجنوبي
4. اتفاقية حفظ الموارد البحرية الحية في القطب الجنوبي
5. اتفاقية تنظيم أنشطة الموارد المعدنية في القطب الجنوبي
6. اتفاقية مكملة لمعاهدة القارة القطبية الجنوبية بشأن حماية البيئة